# Влюбеният Шекспир
„Влюбеният Шекспир“ (на английски: Shakespeare in Love) е британско-американска комедия от 1998 г., режисиран от Джон Мадън, по сценарий на Марк Норман и драматурга Том Стопард. Филмът изобразява любовна история между драматурга Уилям Шекспир (Джоузеф Файнс) по времето, когато той пише пиесата Ромео и Жулиета. Историята е измислена, макар няколко от героите да са базирани на истински исторически лица. В допълнение, много от героите, репликите и сюжетните похвати се отнасят до пиесите на Шекспир.
Влюбеният Шекспир спечелва седем награди Оскар, включително за Най-добър филм, Най-добра актриса (Гуинет Полтроу) и Най-добра поддържаща актриса (Джуди Денч).

## Сюжет
Внимание:  Текстът по-долу разкрива сюжета на произведението (или части от него)!
Уилям Шекспир (Джоузеф Файнс) е беден драматург за Филип Хенслоу (Джефри Ръш), собственик на театър Роза през 1593 г. в Лондон. След като научава, че любимата му го мами с неговия покровител, Шекспир изгаря новата си комедия, Ромео и Етел, пиратската дъщеря, пренаписвайки я като трагедия Ромео и Жулиета. Страдайки от загуба на музата, той не може да завъши пиесата, но започва прослушвания за Ромео. Ролята е дадена на един младеж на име Томас Кент, след като той впечатлява Шекспир със своето изпълнение и с любовта си към неговите предишни творби. Кент всъщност е Виола де Лесепс (Гуинет Полтроу), дъщерята на богат търговец, която желае да играе, но тъй като на жените е забранено да се появяват на сцената, тя трябва да се дегизира.
След като Шекспир открива истинската идентичност на своята звезда, той и Виола започват страстна тайна афера. Вдъхновен от нея, Шекспир пише бързо и се възползва от съветите на драматурга и приятелски съперник Кристофър 'Кит' Марлоу (Рупърт Еверет). Шекспир и Виола знаят обаче, че техният романс е обречен. Той е женен, макар и от дълго разделен от съпругата си, а родителите на Виола са уредили нейния годеж за Лорд Уесекс (Колин Фърт), аристократ, който се нуждае от пари. Когато Виола е призована в двора на кралица Елизабет I (Джуди Денч), Шекспир си слага женска дегизировка, за да я придружи като нейна братовчедка. В двора той убеждава Уесекс да заложи £50, за това че пиеса не може да улови природата на истинската любов. Ако Ромео и Жулиета е успех, Шекспир като драматург ще спечели парите. Кралицата, която се наслаждава на пиесите на Шекспир, се съгласява да бъде свидетел на облога.
Едмънд Тилни (Саймън Калоу), Master of the Revels, кралският служител, който отговаря за театрите, научава, че има жена в театралната трупа на Роза и нарежда театърът да бъде затворен за нарушаване на морала и закона. Останала без сцена и водещ актьор, изглежда, че Ромео и Жулиета трябва да бъде закрита преди още да бъде открита, докато Ричард Бърбидж (Мартин Клунс), собственикът на конкурентния театър Завесата, предлага сцената си на Шекспир. Шекспир взема водещата роля на Ромео като момче актьор (Даниъл Брокълбанк) играе Жулиета. Виола научава, че пиесата ще бъде играна в деня на нейната сватба и след церемонията тайно отива в театъра. Малко преди началото на пиесата момчето, играещо Жулиета, е с мутиращ глас от пубертета. Виола го заменя и изиграва Жулиета на Ромео на Шекспир. Тяхното страстно изобразяване на двамата любими вдъхновява цялата публика.
Тилни пристига в театъра с Уесекс, който е предположил местоположението на новата си съпруга. Тилни планира да арестува актьорите и публиката за неприличие, но присъства кралицата. Въпреки че разпознава Виола, кралицата не я издава, а заявява, че ролята на Жулиета се играе от Томас Кент. Обаче дори и кралица не може да прекрати законен брак и затова нарежда на „Кент“ да доведе Виола, за да може тя да отплава с Уесекс за колонията Вирджиния. Кралицата също заявява, че Ромео и Жулиета достоверно е изобразила истинската любов и затова Уесекс трябва да плати на Шекспир £50, точната сума, която е необходима на Шекспир, за да купи дял в трупата Мъжете на лорд шамбелана. След това кралицата казва на „Кент“ да напише нещо малко по-весело следващия път за Дванайсета нощ.
Виола и Шекспир се разделят, предадени на съдбите си. Филмът завършва като Шекспир започва да пише Дванайсета нощ, представяйки си любимата си, излязла на брега в една странна страна след корабокрушение и размишлявайки: „Защото тя ще бъде моя героиня завинаги и нейното име ще бъде... Виола, силна млада жена корабокрушенка, която се маскира като млад мъж.“

## Споменаване на творбите на Шекспир и други драматурзи
Основният източник за много от действието във филма е Ромео и Жулиета. Уил и Виола изиграват известните сцена на балкона и в спалнята; подобно на Жулиета, Виола има остроумна бавачка и е разделена от Уилям от бездна на дълга (макар и не семейната вражда на пиесата: „двете семейства“ на Ромео и Жулиета са предполагаемо вдъхновени от двата конкуриращи се театъра). В допълнение, двамата любими са по равно „пресечени от звездите“ – в крайна сметка не им е предопределено да бъдат заедно (тъй като Виола е от богато и социално амбициозно търговски потекло и ѝ е обещано да се омъжи за лорд Уесекс, докато Шекспир е беден и вече женен). Има също Розалин, в която Уил е влюбен в началото на филма.
Много други сюжетни инструменти, използвани във филма са общи за различни шекспирови комедии и в творбите на други драматурзи от елизабетинската епоха: кралицата дегизирана като обикновен човек, дегизиране в дрехи на другия пол, сгрешени идентичности, боят с мечове, подозрението в прелюбодеяние, появяването на „призрак“ (cf. Макбет), и „пиеса в пиесата“.
- На улицата Шекспир чува един пуритан да проповядва срещу две лондонски сцени: The Rose smells thusly rank, by any name! I say, a plague on both their houses! Две споменавания в едно на Ромео и Джулиета; първо, A rose by any other name would smell as sweet (Акт II, сцена ii, строфи 1 и 2); второ a plague on both your houses (Акт III, сцена I, строфа 94).
- Зад кулисите на изпълнение на Двамата веронци, Шекспир вижда Уилям Кемп в пълен грим, тихо да съзерцава череп, отнасяне до Хамлет.
- Шекспир изрича строфите Doubt thou the stars are fire, / Doubt that the sun doth move („Съмнявай се, че звездите са огнени, / Съмнявай се, че слънцето се движи“, от Хамлет) през Филип Хенслоу.
- При въвеждането на изгубването на музата от Шекспир той смачква топки хартия и ги хвърля из стаята си. Те падат до предмети, които представляват сцени в няколко пиеси: череп (Хамлет) и отворен сандък (Венецианският търговец).
- Виола, освен героинята на Полтроу във филма, е и главната героиня в Дванайсета нощ, която се облича като мъж след предполагаемата смърт на брат ѝ.
- В края на филма Шекспир си представя, че при пътуването на Виола до Америка тя претърпява корабокрушение, вдъхновявайки втората сцена на следващата му пиеса, Дванайсета нощ, а вероятно също и Бурята.
- Шекспир написва сонет на Виола, който започва с: Shall I compare thee to a summer's day? („Да те сравня ли с летен ден?“, от сонет 18).
- Шекспир казва на Хенслоу, че все още му дължи за „един джентълмен от Верона“, отнасяне до Двамата веронци, част от която виждаме също да се играе пред кралицата по-късно във филма.
- В лодката, когато Шекспир казва на Виола, дегизирана като Томас Кент, за красотата и привлекателността на своята дама, тя отхвърля неговата възхвала, тъй като никоя жива жена не може да достигне идеала. Това отнасяне до сонет 130, My mistress’ eyes are nothing like the sun.

Кристофър Марлоу се появява във филма като главния драматург, който героите във филма считат за най-великия английски драматург за времето си – това е вярно, но също така хумористично, тъй като всички в публиката на филма знаят какво ще стане в крайна сметка с Шекспир. Марлоу дава на Шекспир сюжет за следващата му пиеса, „Ромео и Етел, пиратската дъщеря“ („Ромео е италианец...все се влюбва и разлюбва … докато среща … Етел. Дъщерята на неговия враг! Най-добрият му приятел е убит в дуел от брата на Етел или нещо такова. Неговото име е Меркуцио.“) Marlowe's Доктор Фауст се цитира често: Това ли е лицето, което вдигна хиляда кораба/ И изгори губещите се във висините кули на Илиум?"
Споменава се също последната недовършена пиеса на Марлоу Клането в Париж в сцена, в която Марлоу (Рупърт Еверет) иска плащане за последния акт на пиеса от Ричард Бърбидж (Мартин Клунс). Бърбидж обещава да плати на следващия ден и затова Марлоу отказва да се раздели със страниците и заминава за Дептфорд, където е убит. Единствения оцелял текст на Клането в Париж е недатирано кварто, което е твърде кратко, за да представлява цялата оригинална пиеса и по всяка вероятност е реконструкция по памет от актьорите, които изиграват творбата.
Детето, което си играе с мишки (Джон Уебстър), е един от водещите драматурзи в Англия по времето на Джеймс I (якобианската ера). Неговите пиеси (Херцогинята на Малфи, Белият дявол) са известни с кръвопролитията си, поради което той казва, че се наслаждава на Тит Андроник и затова казва за Ромео и Жулиета, когато е запитан от кралицата „Хареса ми, когато тя се намушка.“
Уил е показан да подписва документи многократно, с много сравнително нечетливи подписи. Това се отнася до факта, че съществуват няколко версии на подписа на Шекспир и във всяка от тях той изписва името си по различен начин.

## Български дублажи
| Озвучаващи артисти  | Даниела Йорданова Силвия Русинова Даниела Сладунова Николай Николов Георги Георгиев-Гого Христо Узунов |
| Преводач            | Миряна Мезеклиева                                                                                      |
| Тонрежисьор         | Венцислав Станков                                                                                      |
| Режисьор на дублажа | Димитър Кръстев                                                                                        |

| Озвучаващи артисти  | Ирина Маринова Мими Йорданова Светломир Радев Цанко Тасев Тодор Георгиев |
| Преводач            | Вилма Карталска                                                          |
| Тонрежисьор         | Емил Енев                                                                |
| Режисьор на дублажа | Михаела Минева                                                           |

| Озвучаващи артисти  | Росен Русев Даниела Йорданова Симеон Владов Здравко Методиев Даниел Цочев Радосвета Василева |
| Преводач            | Валери Петров (текстове от пиеси на Шекспир)                                                 |
| Преводач            | Миряна Мезеклиева                                                                            |
| Тонрежисьор         | Детелина Ралчевска                                                                           |
| Режисьор на дублажа | Десислава Знаменова                                                                          |